# Volgodonsk
Volgodonsk (rus: Волгодо́нск, Volgodonsk) és una ciutat de l'óblast de Rostov, a Rússia. Està situada a l'est de la província, a la riba occidental de l'embassament de Tsimliansk.

## Història
Volgodonsk va ser fundada el 27 de juliol de 1950 com una petita població per al personal de manteniment de la presa i central hidroelèctrica de Tsimliansk. Va anar creixent gràcies a la construcció del Canal Volga-Don. El 1956 va rebre l'estatus de ciutat.

## Economia

Monument a l'àtom pacífic

Volgodonsk és un dels centres econòmics de l'óblast de Rostov. La ciutat va esdevenir el principal centre de producció energètica de la Rússia del Sud amb la fundació, l'any 2001, de la Central Nuclear de Volgodonsk. La central nuclear, juntament amb dues centrals tèrmiques, proporcionen la majoria de llocs de treball de la ciutat. A més, Atommaix, l'empresa d'enginyeria nuclear més gran de Rússia, té la seu en aquesta ciutat.